# John Dykstra
John Charles Dykstra (* 3. Juni 1947 in Long Beach, Kalifornien) ist ein US-amerikanischer Spezialeffektkünstler. Er begann in den 1970er Jahren mit der Verwendung von Computern in der Filmherstellung und gilt daher als Pionier der Branche. Seine Arbeit für den erfolgreichen Science-Fiction-Film Krieg der Sterne revolutionierte in den späten 1970er Jahren die Tricktechnik.

## Leben und Werk
Nach dem Industriedesign-Studium fand Dykstra eine Stelle, bei der er in Zusammenarbeit mit Douglas Trumbull Modeleffektaufnahmen für den Film Lautlos im Weltraum erstellte. Als George Lucas Personal für die Arbeit an den Spezialeffekten für Krieg der Sterne einstellte, trat er an Trumbull heran, der ihn wiederum an Dykstra verwies. Dykstra leitete bei Industrial Light and Magic die Entwicklung des computergesteuerten Motion-Control-Kamerasystems Dykstraflex, das sich für viele der bahnbrechenden Effekte der Filme verantwortlich zeigte. Ermöglicht wurde dieses System durch die Verfügbarkeit handelsüblicher und relativ kostengünstiger Mikroprozessoren, aber auch durch teilweise bereits seit über 20 Jahren existierende Technologie: So stammten sowohl die für Effekt- und Bluescreen-Aufnahmen ideal geeigneten VistaVision-Kameras als auch der für das finale Compositing unerlässliche optische Printer aus dem Altbestand der MGM und waren bereits bei der Produktion von Die Zehn Gebote 1956 zum Einsatz gekommen.
Es gab jedoch Spannungen zwischen Dykstra und Lucas, der später darüber klagte, zu viel des Spezialeffekt-Budgets sei für die Entwicklung der Kamerasysteme verwendet worden, wodurch das Effekt-Team nicht die Filmaufnahmen liefern konnte, die er hätte haben wollen. Nichtsdestoweniger sicherte Dykstra nach der Veröffentlichung von Krieg der Sterne seinen Status in der Filmindustrie durch seine Auszeichnung mit dem Oscar für die Besten visuellen Effekte und besondere technische Leistung.
Nach dem Zerwürfnis mit Lucas gehörte Dykstra nicht mehr zum Team der nunmehr in Nordkalifornien neu zusammengestellten ILM, die mit der Arbeit an den Spezialeffekten für Das Imperium schlägt zurück begann. Stattdessen gründete er am alten ILM-Standort die SFX-Firma Apogee, Inc. und arbeitete an den Spezialeffekten der Fernsehserie Kampfstern Galactica. Die Effekte fielen jedoch aufgrund ihrer Eintönigkeit etwas enttäuschend aus. Universal, die Kampfstern Galactica produzierten, gerieten außerdem in einen Rechtsstreit mit 20th Century Fox, weil Kampfstern Galactica angeblich Star Wars zu ähnlich war.
Dykstra wirkte auch an den Effekten zu Star Trek: Der Film mit, die in späteren Filmen erneut Verwendung fanden.
Dykstras nächste große Leistung war die Arbeit an den Spezialeffekten für Firefox aus dem Jahre 1982. Er nahm die gleiche Herausforderung auf sich, die auch Lucas in Das Imperium schlägt zurück in Angriff genommen hatte, nämlich die Kombination von Miniatureffekten, gefilmten Hintergründen und gemalten Hintergründen auf weißem Grund. Der Film brachte ihm weitere Auszeichnungen, war jedoch nur von geringem kommerziellen Erfolg. Dykstra war außerdem an dem Laser-Disc-basierten Spielhallen-Automaten zum Film Firefox beteiligt, der sich als einschlägiger Erfolg erwies, woraufhin er sich im folgenden Jahrzehnt auf Computerspiele konzentrierte.
Unter Dykstras Aufsicht wurden auch die Spezialeffekte für Batman Forever und Batman & Robin erstellt. Ab dem Jahr 2002 arbeitete Dykstra an Sam Raimis Neuverfilmungen der Spider-Man-Filme mit.

## Filmografie
- 1972: Lautlos im Weltraum (Silent Running)
- 1977: Krieg der Sterne (Star Wars)
- 1978/1980: Kampfstern Galactica/Kampfstern Galactica 1980 (Battlestar Galactica / Galactica 1980)
- 1979: Lawinenexpress (Avalanche Express)
- 1979: Star Trek: Der Film (Star Trek: The Motion Picture)
- 1980: Wahnsinn ohne Handicap (Caddyshack)
- 1982: Firefox
- 1983: Starflight One – Irrflug ins Weltall (Starflight: The Plane That Couldn’t Land)
- 1985: Lifeforce – Die tödliche Bedrohung (Lifeforce)
- 1985: Alice im Wunderland (Alice in Wonderland)
- 1986: Invasion vom Mars (Invaders from Mars)
- 1987: Out on a Limb
- 1988: Zeit des Grauens (Something Is Out There)
- 1988: Meine Stiefmutter ist ein Alien (My Stepmother Is an Alien)
- 1990: Fire Syndrome (Spontaneous Combustion)
- 1995: Batman Forever
- 1997: Batman & Robin
- 1999: Stuart Little
- 2002: Spider-Man
- 2004: Spider-Man 2
- 2008: Hancock
- 2009: Inglourious Basterds
- 2011: X-Men: Erste Entscheidung (X-Men: First Class)
- 2012: Django Unchained
- 2014: Seventh Son
- 2014: Godzilla
- 2015: The Hateful Eight
- 2017: Kong: Skull Island
- 2019: Once Upon a Time in Hollywood

## Auszeichnungen
- 1978: Oscar in der Kategorie Beste visuelle Effekte für Krieg der Sterne
- 1978: Oscar in der Kategorie Wissenschaft und Entwicklung für die Entwicklung der Dykstraflex-Kamera und eines elektronischen Bewegungskontrollsystems
- 1978: Saturn Award in der Kategorie Beste Spezialeffekte für Krieg der Sterne
- 1979: Emmy in der Kategorie Outstanding Individual Achievement - Creative Technical Crafts für Kampfstern Galactica
- 1980: Saturn Award in der Kategorie Beste Spezialeffekte für Star Trek: Der Film
- 1985: Caixa de Catalunya in der Kategorie Beste Spezialeffekte für Lifeforce – Die tödliche Bedrohung
- 2000: Golden Satellite Award in der Kategorie Beste Visuelle Effekte für Stuart Little
- 2004: Hollywood Film Award in der Kategorie Visual Effects of the Year
- 2005: Oscar in der Kategorie Beste visuelle Effekte für Spider-Man 2
- 2005: Saturn Award in der Kategorie Beste Spezialeffekte für Spider-Man 2